# Iain Gray

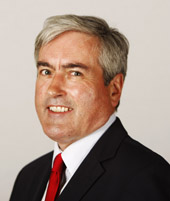
Iain Gray

Iain Gray (* 7. Juni 1957 in Edinburgh) ist ein schottischer Politiker und Mitglied der Labour Party.
Gray besuchte die Inverness Royal Academy und das George Watson’s college in Edinburgh. Er ging dann an die Universität Edinburgh und schloss mit einem Bachelor in Physik ab. Am Moray House erwarb Gray dann die Lehrbefugnis und war in der Folge an der Gracemount High School in Edinburgh als Mathematik- und Physiklehrer tätig. Zu Zeiten des Bürgerkriegs in Mosambik unterrichtete er dort an einer agrartechnischen Schule. Er schloss sich dann für zwölf Jahre dem schottischen Ableger der Hilfsorganisation Oxfam an und arbeitete unter anderem in Kambodscha und Simbabwe.

## Politischer Werdegang
Erstmals trat Gray bei den Schottischen Parlamentswahlen 1999 zu nationalen Wahlen an. Er bewarb sich um das Direktmandat des Wahlkreises Edinburgh Pentlands und konnte die Wahl vor dem Konservativen David McLetchie für sich entscheiden. In der neugebildeten Regierung nahm Gray verschiedene Posten ein. Zunächst wurde er zum stellvertretenden Ministers für Gesundheit bestellt, wurde dann Ende des Jahres 2000 stellvertretender Gesundheitsminister und ein Jahr später Minister für soziale Gerechtigkeit. Ab Mai 2002 bis zum Ende der Legislaturperiode hatte er schließlich den Posten des Ministers für Unternehmen, Verkehr und lebenslanges Lernen inne. Bei den Parlamentswahlen 2003 verlor Gray sein Mandat an David McLetchie und schied aus dem Parlament aus.
Er ging nach London und war für den Unterhausabgeordneten Alistair Darling tätig. Zu den Parlamentswahlen 2007 trat Gray die Nachfolge von John Home Robertson an und kandidierte im Wahlkreis East Lothian. Er errang das Direktmandat und nahm im Schattenkabinett der Labour Party die Position des Finanzministers ein. 2008 wurde er zum Parteichef gewählt und löste damit die ausscheidende Wendy Alexander ab. Bei den Wahlen im Jahre 2011 verteidigte Gray sein Mandat mit nur 151 Stimmen Vorsprung knapp vor dem Kandidaten der SNP. In der Folge trat er Ende des Jahres als Parteichef zurück. Johann Lamont wurde zu seiner Nachfolgerin gewählt.